# Arnas
Arnas é uma povoação portuguesa sede da Freguesia de Arnas do Município de Sernancelhe, freguesia com 16,64 km² de área e 187 habitantes (censo de 2021), tendo, por isso, uma densidade populacional de 11,2 hab./km².
De origem muito antiga (provavelmente de antiga guarnição romana), o topónimo Arnas directamente derivado do latim Arenas (areias), segundo alguns, ou a tribo lusa das margens do Côa Colarni citada na ponte romana de Alcântara em Espanha, segundo outros, como atestam sepulturas antropomórficas e diversos vestígios arqueológicos nas cortinhas e o Castro de Murganho no monte Muragos (hoje recoberto de mato) ou a talha do frontal do altar da Capela de São João do século XV (originalmente privada) com o seu telhado baixo de telha mourisca.[carece de fontes?]
Terra de lavradores e de tradições, como por exemplo na culinária: as cavacas da Quinta do Espírito Santo, as castanhas cozidas ou os mais variados pratos de carne por altura da matança do porco. Mas também a obra ímpar das antigas tecedeiras de colchas tecidas de lã e linho.

## Demografia
A população registada nos censos foi:
| Distribuição da População por Grupos Etários | Distribuição da População por Grupos Etários | Distribuição da População por Grupos Etários | Distribuição da População por Grupos Etários | Distribuição da População por Grupos Etários |
| -------------------------------------------- | -------------------------------------------- | -------------------------------------------- | -------------------------------------------- | -------------------------------------------- |
| Ano                                          | 0-14 Anos                                    | 15-24 Anos                                   | 25-64 Anos                                   | > 65 Anos                                    |
| 2001                                         | 33                                           | 38                                           | 102                                          | 73                                           |
| 2011                                         | 19                                           | 25                                           | 109                                          | 67                                           |
| 2021                                         | 15                                           | 11                                           | 99                                           | 62                                           |

## Património
- Igreja Matriz de Nossa Senhora da Conceição de Arnas;
- Capela de São Sebastião;
- Capela do Cemitério;
- Capela da Senhora da Vitória;
- Capela do Espírito Santo;
- Capela de Santa Bárbara;
- Capela de São Pedro;
- Uma enigmática coluna constituída por um cuidado talhe de blocos de granito desligada de outros elementos arquitectónicos no local que permanece indecifrável (segundo lendas locais provenientes da antiga igreja do povoado);
- O magnífico tecto da nave da igreja matriz (Século XVIII), o qual ostenta uma enorme pintura de uma Senhora do Apocalypse onde um dragão aparece ferido por um raio de fogo atirado simbolicamente por uma criança.